# Brawlhalla
Brawlhalla je bezplatná 2D bojová plošinovka od studia Blue Mammoth Games. Uzavřená betaverze hry začala v roce 2015 a oficiálně vyšla v roce 2017 na Windows, macOS a PlayStation 4. Brawlhalla podporuje cross-kompatibilní hraní mezi Windows, macOS, PlayStation 4, Xbox One, Nintendo Switch, iOS a Android. V roce 2018 bylo Blue Mammoth Games odkoupeno společností Ubisoft. Ta se tak stala oficiálním vydavatelem hry.

## Princip hry
Na rozdíl od tradičních bojových videoher hráči vyhrávají odpálením soupeře mimo mapu. Princip je inspirovaný herní sérií Super Smash Bros. Odpalování lze provádět mnoha způsoby. Hráči mohou využít kombinace lehkých a těžkých útoků nebo házení ostatních předmětů. Ve hře je 64 odlišných postav a 14 různých zbraní, přičemž se jejich počet průběžně zvyšuje. Každá postava má právě dvě zbraně, které může využít a během boje měnit. Každým úspěšným útokem se soupeři zvedne metr zranění a je tak jednodušší jej dostat za okraj herní plochy.
Hráči na začátku zápasu začínají jen s pěstmi. Zbraně se objevují pod ikonou meče a po jejím sebrání hráč obdrží jednu ze svých dvou zbraní. Poté, co ji ztratí či zahodí, tak po opětovném sebrání ikony dostane svou druhou zbraň. Takto lze zbraně neustále měnit. Hráč může využít základní dva typy útoků. Lehké útoky, které jsou vždy stejné pro daný typ zbraně a těžké útoky, které se u každé postavy liší a mají svůj specifický vzhled. Útoky se mění na základě dalších vstupů od hráče a stavu jeho postavy. Lze také užít tlačítko pro úhybný manévr nebo výpad.

### Herní režimy
Hra podporuje singleplayer a lokální i online multiplayer. Mezi základní herní režimy patří:
- hodnocené 1vs1 a 2vs2 hraní
- 4 hráči všichni proti všem
- 8 hráčů všichni proti všem nebo 4vs4
- alternativní režimy – Brawlball, Bombsketball[11]

## Turnaje a e-sport
Brawlhalla má aktivní e-sportovou scénu zaměřenou na komunitu oficiálně podporovanou vývojáři. E-sport zde začal již v roce 2016 a každý rok roste. V turnajích se rozdalo více než tři miliony dolarů ve výhrách. Proběhly tisíce turnajů s účastí statisíců hráčů. Většina turnajů má otevřený vstup pro všechny hráče. Největší akcí každého roku je světový šampionát BCX (Brawlhalla World Championship Exposition).